# Лашкевич, Валериан Григорьевич
Валериан Григорьевич Лашкевич  (1835 — 1888) — русский клиницист. 

## Биография

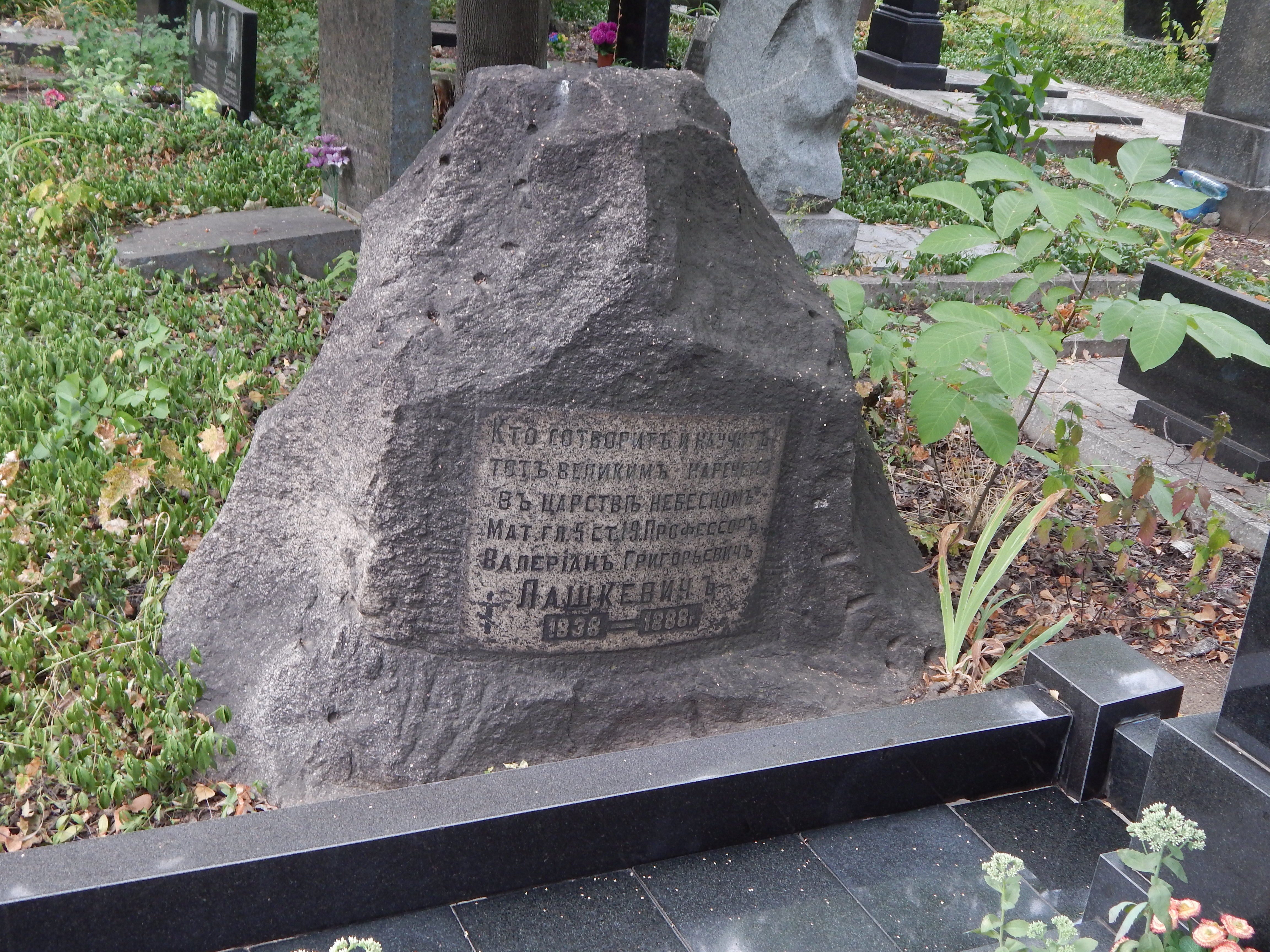
Могила на 13-м городском кладбище Харькова

Родился 19 (31) января 1835 года в семье священника Подольской губернии. Начальное образование получил в Каменец-Подольской семинарии. Поступил в Медико-хирургическую академию в Санкт-Петербурге, которую окончил докторантом (с отличием) — был награждён премией И. Ф. Буша и золотой медалью и оставлен в Институте молодых врачей при академии для подготовки к профессорскому званию.
В течение трёх лет работал ординатором в терапевтической клинике академии, которой руководил С. П. Боткин. В 1866 году подготовил докторскую диссертацию на тему «Сравнительное действие на животный организм марганца и железа». Получив степень доктора медицины, проходил стажировку в Берлине и Вене. Вернувшись в Петербург, он получил права приват-доцента.
С 1868 года стал преподавать на медицинском факультете Харьковского университета. В 1869 году — утвержден штатным доцентом по кафедре терапевтической факультетской клиники, в 1870 году утвержден экстраординарным профессором, а с 1872 года — ординарным профессором кафедры терапевтической клиники Харьковского университета.
В 1886 году в знак выдающихся заслуг В. Г. Лашкевич был избран почётным членом Харьковского медицинского общества.
За выслугой лет, 10 (22) февраля 1888 года он был уволен и поселился в Обояни Курской губернии, где и скончался 17 (29) июня 1888 года от туберкулеза лёгких.

## Труды
- «Сравнительное действие на животный организм марганца и железа» (докторск. дисс., СПб., 1866);
- «Современное учение о лихорадке» («Медиц. Вестник», 1866, №51);
- «Руководство к частной патологии и терапии» Цимсена, т. II, перев. с немецкого (СПб., 1844);
- «Значение кислорода в нервной терапии» («Русская Медицина», 1885, №№ 8—11);
- «Кокаин при лечении стенокардии» («Русск. Медицина», 1886, №12);
- «Клинические лекции» (Харьков, 1888, выпуск I) и др.